# Irena Konvalinová
Irena Konvalinová (23. prosince 1955 Opava – 20. listopadu 2015 Brno) byla česká divadelní herečka.

## Život
V roce 1978 vystudovala činoherní herectví na Janáčkově akademii múzických umění v Brně. Poté působila v Severomoravském divadle Šumperk (1978 až 1980) a v Národním divadle Brno. Od 1. ledna 2000 měla stálé angažmá v Městském divadle Brno.
Z prvního manželství měla dceru a dva syny. Zemřela 20. listopadu 2015 v Brně. Pohřbena je na hřbitově v Brně-Komíně. Necelých osm měsíců před ní zemřel její druhý manžel, slovenský divadelník a politik Martin Porubjak, s nímž žila od roku 2006.

## Role vMěstském divadle Brno
- Smeraldina – Sluha dvou pánů
- Suchánková – Škola základ života
- Rusínka – Koločava
- Donna Lucia – Charleyova teta
- Dafné – Dokonalá svatba
- Žena v Eastwicku – Čarodějky z Eastwicku

## Filmové role
- 1985 – Šahrazád
- 1991 – Honzík
- 2002 – Útěk do Budína … matka Jany Myslbekové
- 2007 – Ordinace v růžové zahradě … Jiřina Ženíšková